# Fred Alan Wolf

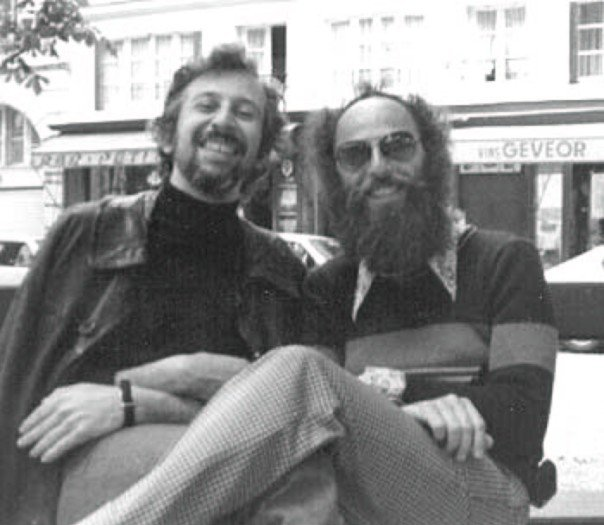
Fred Alan Wolf (rechts), Parijs 1973

Fred Alan Wolf (3 december 1934) is een Amerikaans natuurkundige. Wolf geniet veel bekendheid als auteur van populair wetenschappelijke boeken op het gebied van kwantumfysica en bewustzijn. Verder is de Amerikaan spreker en verscheen hij in de film What the Bleep Do We Know!? en in een aantal programma's van Discovery Channel. Hij speelde onder andere mee in de documentaire Dalai Lama Renaissance uit 2007 van Khashyar Darvich, waar ook de Amerikaanse acteur Harrison Ford aan meewerkte.